# جاكي رايس
جاكي رايس هي عارضة وممثلة فلبينية، ولدت في 27 أبريل 1990 في Dinalupihan ‏ في الفلبين.

## وصلات خارجية
- جاكي رايس على موقع IMDb (الإنجليزية)
- جاكي رايس على موقع قاعدة بيانات الفيلم (الإنجليزية)